# Spelvärld
En spelvärld är en fiktiv värld som används som rammiljö inom bordsrollspel, lajv och datorspel. Inom bordsrollspel och lajv beskrivs spelvärlden vanligen med text, kartor och andra illustrationer (vanligen teckningar, men fotografier kan också förekomma), medan spelvärlden i datorspel framgår visuellt i själva spelet. Fiktiva världar som ursprungligen beskrivits i litteratur, som t.ex. Tolkiens Midgård används ibland som spelvärldar.[källa behövs]
En kampanjvärld är en spelvärld som används för minst två, helst en lång serie (en s.k. kampanj), av spel eller arrangemang (äventyr). En tidig kampanjvärld i Sverige var Erborigien som skapades 1985.

## Spelvärldar som konstruerats för bordsrollspel
- Ereb Altor (till Drakar och Demoner)
- Forgotten Realms (till Dungeons & Dragons)
- Glorantha (till RuneQuest och HeroQuest)
- Mundana (till Eon)
- Trudvang (kampanjvärld) (till Drakar och Demoner)

## Litterära världar som använts för bordsrollspel
- Hyboria av Robert E Howard
- Midgård av J.R.R Tolkien
- Ringworld av Larry Niven
- Star Trek-universat
- Star Wars-universat

## Spelvärldar som konstruerats för lajv
- Erborigien

## Spelvärldar som konstruerats för datorspel
- Norrath (För spelet EverQuest)
- Tamriel - Spelserien The Elder Scrolls[2]